# تراوییسو
مانوئل لوپز لاموساس (به انگلیسی: Travieso)
 معروف به تراوییسو، بازیکن فوتبال اهل اسپانیا بود که در چندین تیم در اسپانیا بازی کرده است. او یک بار در سال ۱۹۲۲ در تیم ملی فوتبال اسپانیا بازی کرد و دو گل زد.